# Pont-de-Poitte
Pour les articles homonymes, voir Pont (toponyme).
Pont-de-Poitte est une commune française située dans le département du Jura, dans la région culturelle et historique de Franche-Comté et la région administrative Bourgogne-Franche-Comté.
Ses habitants sont les Pontois.

## Géographie
La commune est située sur les bords de la rivière d'Ain, immédiatement en amont du lac de Vouglans. Le port de la Saisse en aval des Marmites constitue l'entrée du lac de Vouglans.

### Cadre géologique
La commune de Pont-de-Poitte s'inscrit dans la grande région naturelle du Jura externe, au cœur de la combe d'Ain dominée par la côte de l'Heute qui sépare le plateau de Lons-le-Saunier et celui de Champagnole. Le village s'est implanté sur une basse terrasse de marnes grises litées (varves) correspondant aux dépôts fins du fond du lac glaciaire qui bordait la combe. Cette basse terrasse est incisée par l'actuelle vallée de l'Ain.

Carte géologique simplifiée des unités structurales du massif du Jura.
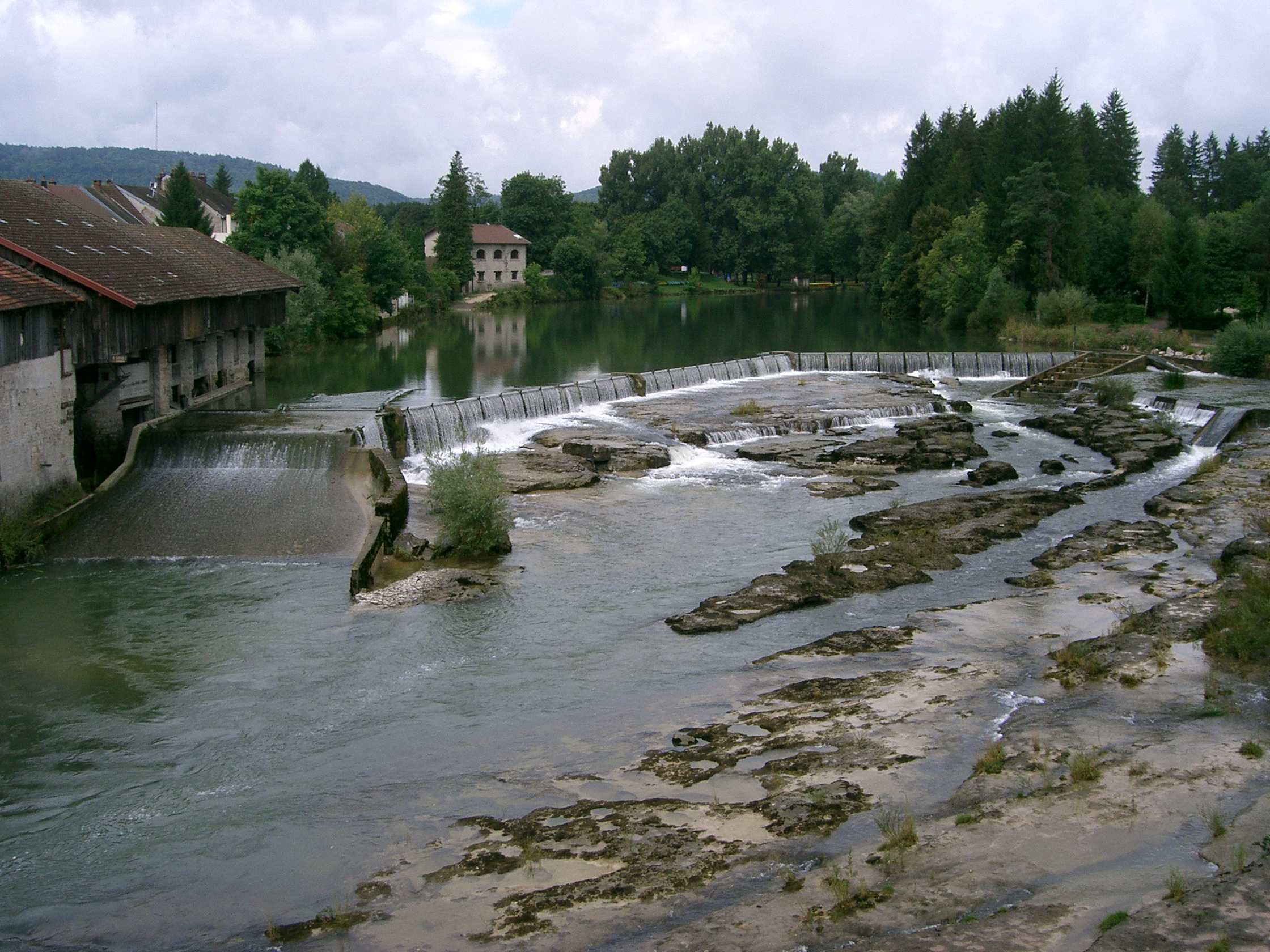
Les marmites de l'Ain à Pont-de-Poitte.

### Climat
Pour des articles plus généraux, voir Climat de la Bourgogne-Franche-Comté et Climat du département du Jura.
En 2010, le climat de la commune est de type climat de montagne, selon une étude du Centre national de la recherche scientifique s'appuyant sur une série de données couvrant la période 1971-2000. En 2020, Météo-France publie une typologie des climats de la France métropolitaine dans laquelle la commune est exposée à un climat semi-continental et est dans la région climatique  Jura, caractérisée par une forte pluviométrie en toutes saisons (1 000 à 1 500 mm/an), des hivers rigoureux et un ensoleillement médiocre. 
Pour la période 1971-2000, la température annuelle moyenne est de 9,8 °C, avec une amplitude thermique annuelle de 17 °C. Le cumul annuel moyen de précipitations est de 1 511 mm, avec 13 jours de précipitations en janvier et 9,7 jours en juillet. Pour la période 1991-2020, la température moyenne annuelle observée sur la station météorologique de Météo-France la plus proche, « Cogna », sur la commune de Cogna à 5 km à vol d'oiseau, est de 10,8 °C et le cumul annuel moyen de précipitations est de 1 557,5 mm. 
La température maximale relevée sur cette station est de 39 °C, atteinte le 12 août 2003 ; la température minimale est de −18,5 °C, atteinte le 6 février 2012,,. 
Les paramètres climatiques de la commune ont été estimés pour le milieu du siècle (2041-2070) selon différents scénarios d'émission de gaz à effet de serre à partir des nouvelles projections climatiques de référence DRIAS-2020. Ils sont consultables sur un site dédié publié par Météo-France en novembre 2022.

## Urbanisme

### Typologie
Au 1er janvier 2024, Pont-de-Poitte est catégorisée bourg rural, selon la nouvelle grille communale de densité à sept niveaux définie par l'Insee en 2022.
Elle est située hors unité urbaine. Par ailleurs la commune fait partie de l'aire d'attraction de Lons-le-Saunier, dont elle est une commune de la couronne,. Cette aire, qui regroupe 139 communes, est catégorisée dans les aires de 50 000 à moins de 200 000 habitants,.
La commune, bordée par un plan d’eau intérieur d’une superficie supérieure à 1 000 hectares, le lac de Vouglans, est également une commune littorale au sens de la loi du 3 janvier 1986, dite loi littoral. Des dispositions spécifiques d’urbanisme s’y appliquent dès lors afin de préserver les espaces naturels, les sites, les paysages et l’équilibre écologique du littoral, tel le principe d'inconstructibilité, en dehors des espaces urbanisés, sur la bande littorale des 100 mètres, ou plus si le plan local d’urbanisme le prévoit.

### Occupation des sols
L'occupation des sols de la commune, telle qu'elle ressort de la base de données européenne d’occupation biophysique des sols Corine Land Cover (CLC), est marquée par l'importance des territoires agricoles (60,6 % en 2018), une proportion sensiblement équivalente à celle de 1990 (61,4 %). La répartition détaillée en 2018 est la suivante : 
terres arables (60,5 %), milieux à végétation arbustive et/ou herbacée (11,7 %), forêts (10,8 %), zones urbanisées (10,6 %), eaux continentales (6,4 %), prairies (0,1 %). L'évolution de l’occupation des sols de la commune et de ses infrastructures peut être observée sur les différentes représentations cartographiques du territoire : la carte de Cassini (XVIIIe siècle), la carte d'état-major (1820-1866) et les cartes ou photos aériennes de l'IGN pour la période actuelle (1950 à aujourd'hui).

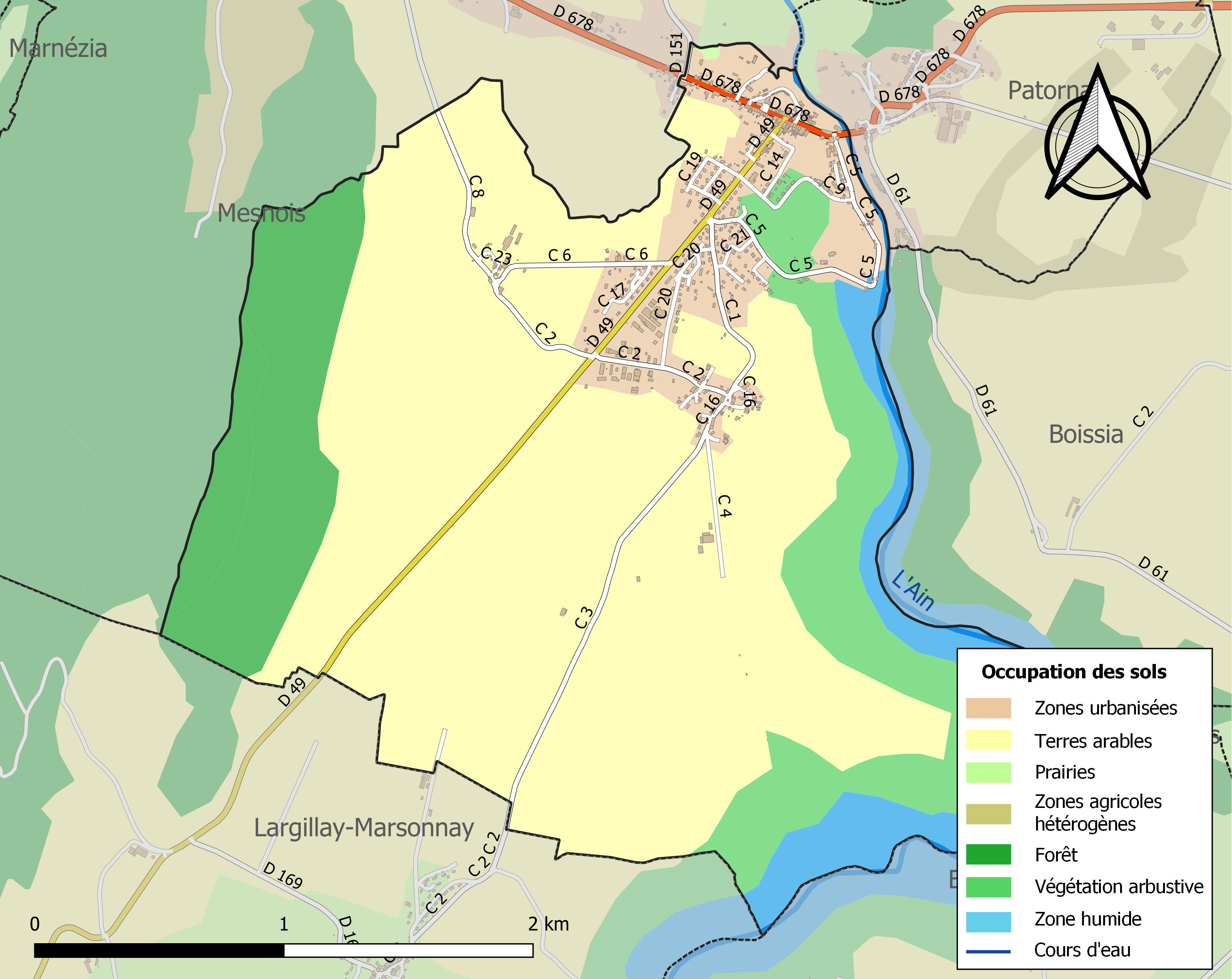
Carte des infrastructures et de l'occupation des sols de la commune en 2018 (CLC).

## Histoire
La naissance du village de Poitte est liée à la voie romaine qui menait à Genève. Petit à petit, l'importance du hameau de Pont-de-Poitte a grandi, grâce à la route impériale RN 78. En 1815, la commune de Blesney fusionne avec celle de Poitte. En 1887, le siège de la commune est transféré à Pont-de-Poitte, et la commune est renommée d’après son chef-lieu.
La commune était desservie, de 1898 à 1948, par les Chemins de fer vicinaux du Jura (section Lons-Clairvaux). La voie ferrée franchissait l'Ain sur un pont métallique dont ne subsistent que les piles.

## Politique et administration
| Période   | Période   | Identité                   | Étiquette | Qualité    |
| --------- | --------- | -------------------------- | --------- | ---------- |
| mars 2001 | mars 2014 | Jean-Louis Boilley         | UMP       |            |
| mars 2014 | En cours  | Christelle Deparis Vincent | SE        | formatrice |

## Démographie
L'évolution du nombre d'habitants est connue à travers les recensements de la population effectués dans la commune depuis 1793. Pour les communes de moins de 10 000 habitants, une enquête de recensement portant sur toute la population est réalisée tous les cinq ans, les populations de référence des années intermédiaires étant quant à elles estimées par interpolation ou extrapolation. Pour la commune, le premier recensement exhaustif entrant dans le cadre du nouveau dispositif a été réalisé en 2004.

En 2022, la commune comptait 626 habitants, en évolution de −4,13 % par rapport à 2016 (Jura : −0,81 %, France hors Mayotte : +2,11 %).
| 1793 | 1800 | 1806 | 1821 | 1831 | 1836 | 1841 | 1846 | 1851 |
| ---- | ---- | ---- | ---- | ---- | ---- | ---- | ---- | ---- |
| 374  | 418  | 372  | 425  | 452  | 451  | 507  | 530  | 504  |

| 1856 | 1861 | 1866 | 1872 | 1876 | 1881 | 1886 | 1891 | 1896 |
| ---- | ---- | ---- | ---- | ---- | ---- | ---- | ---- | ---- |
| 585  | 580  | 566  | 511  | 720  | 639  | 722  | 660  | 693  |

| 1901 | 1906 | 1911 | 1921 | 1926 | 1931 | 1936 | 1946 | 1954 |
| ---- | ---- | ---- | ---- | ---- | ---- | ---- | ---- | ---- |
| 665  | 680  | 723  | 553  | 598  | 591  | 463  | 490  | 478  |

| 1962 | 1968 | 1975 | 1982 | 1990 | 1999 | 2004 | 2006 | 2009 |
| ---- | ---- | ---- | ---- | ---- | ---- | ---- | ---- | ---- |
| 576  | 583  | 592  | 657  | 638  | 582  | 619  | 639  | 650  |

| 2014 | 2019 | 2022 | - | - | - | - | - | - |
| ---- | ---- | ---- | - | - | - | - | - | - |
| 646  | 630  | 626  | - | - | - | - | - | - |

## Lieux et monuments
- Lac de Vouglans : le Conseil général du Jura a construit en 2002 un port de plaisance d'une capacité de 130 places ; le port de La Saisse accueille principalement des embarcations de pêche et comporte une rampe de mise à l'eau.
- Saut de la Saisse.
- Les marmites de l'Ain : les marmites du diable ou marmites de géant sont créées par un mouvement de rotation de l'eau qui a entraîné, à partir d'une irrégularité de relief initiale une érosion progressive de la roche[24].
- Eglise Saint Brice, achevée en 1839.

## Personnalités liées à la commune
Pierric Bailly, écrivain français, né en 1982, vécut à Pont-de-Poitte.

## Héraldique
| Blason de Pont-de-Poitte | Blason  | D'azur au pont de trois arches d'argent, les arches remplies du même, maçonné de sable et surmonté au canton senestre du chef d'une étoile du second posée en barre. |
| Blason de Pont-de-Poitte | Détails | Le statut officiel du blason reste à déterminer. |